# 柯惠新
柯惠新（1945年—），汉族，中华人民共和国政治人物、第十一届全国政协委员。
担任中国传媒大学传播学研究所所长。2008年，当选第十一届全国政协委员，代表教育界，分入第四十一组。